# Niki Lauda
Andreas Nikolaus Lauda (Viena, 22 de fevereiro de 1949 – Zurique, 20 de maio de 2019), mais conhecido como Niki Lauda, foi um automobilista e piloto austríaco. Participou do Campeonato Mundial de Fórmula 1 entre 1971 a 1979 e de 1982 a 1985, disputando 177 Grandes Prêmios, obtendo 25 vitórias, 24 pole positions e 24 melhores voltas, totalizando 420,5 
Lauda foi um empreendedor da aviação que fundou e administrou três companhias aéreas: Lauda Air, Niki e Lauda. Ele também foi consultor da Scuderia Ferrari e gerente de equipe da Jaguar Racing F1 Team por dois anos. Depois, Lauda trabalhou como comentarista para a TV alemã durante os fins de semana do Grande Prêmio e atuou como presidente não executivo da equipe de Fórmula 1 da Mercedes, da qual ele possuía 10% das ações.

## Carreira

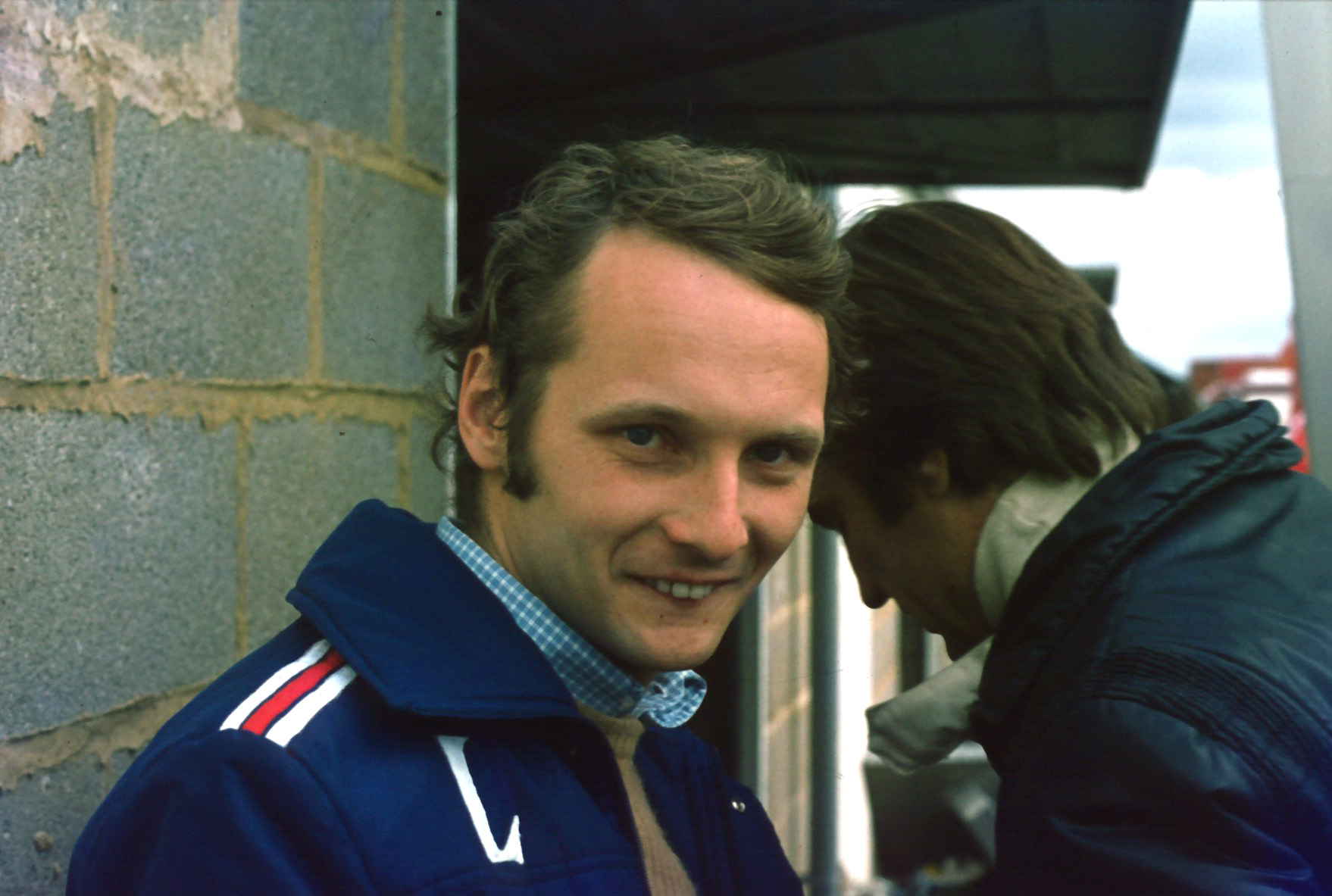
Lauda, junto de Carlos Reutemann, durante o Grande Prêmio da Grã-Bretanha de 1975.

Nikolaus Lauda iniciou sua carreira no automobilismo em 1968, destacando-se na Fórmula 3 e na Fórmula 2 antes de ingressar na Fórmula 1, levando uma verba pessoal para a então pequena equipe March. Estreou no Grande Prêmio da Áustria de 1971, abandonando por problemas mecânicos. Disputou a temporada de 1972 como segundo piloto da equipe e, em 1973, foi ser piloto da BRM, garantindo seu lugar como piloto pagante, graças a um empréstimo. Por indicação de Clay Regazzoni, recontratado pela Scuderia Ferrari para a temporada de 1974, assinou seu primeiro contrato como piloto remunerado. Depois de um pódio na estreia pela escuderia italiana (2ª posição na Argentina), venceu seu primeiro Grande Prêmio, na 4ª corrida que disputou com um carro competitivo, em Jarama, na Espanha. Em 1975, após cinco vitórias (quatro das quais após largar na primeira posição), sagrou-se campeão mundial pela primeira vez.

### Acidente em Nürburgring em 1976

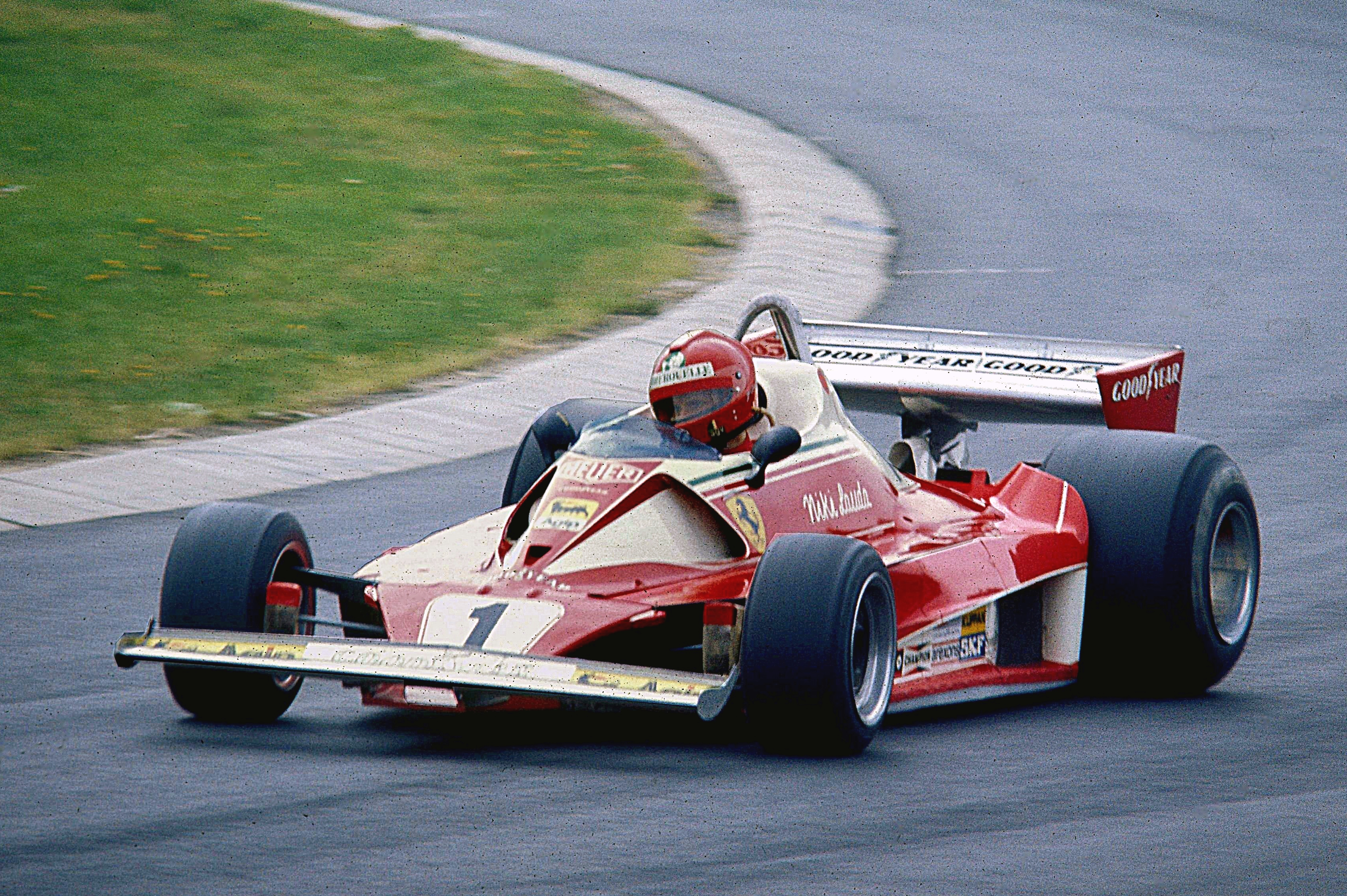
Niki Lauda no treino livre no autódromo de Nürburgring, 1976.

Manteve o ritmo competitivo em 1976, mas um acidente em Nürburgring (onde seu carro se incendiou, e Lauda ficou preso nas ferragens por 55 segundos) quase lhe tirou a vida. Um padre chegou a ser chamado ao hospital para lhe dar a extrema unção. Mas apesar de todos os esforços, as graves queimaduras lhe custaram parte da orelha direita.

### Volta às pistas

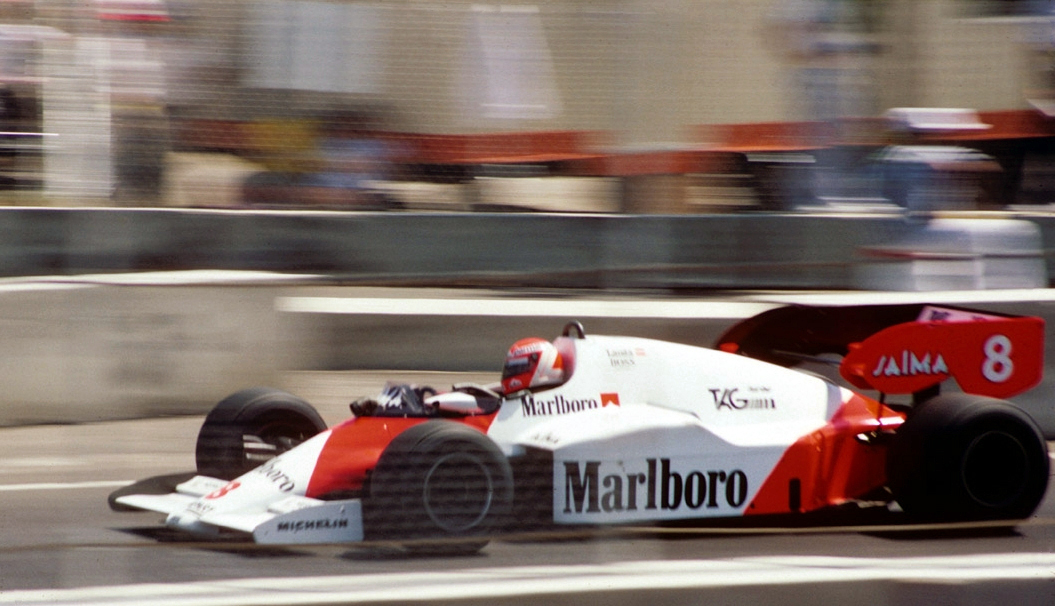
Lauda em 1984

Lauda ainda voltaria a correr no mesmo ano de 1976 e só perderia o título mundial na última corrida, o Grande Prêmio do Japão (estreia no calendário) para o inglês James Hunt. Em 1977, obteve 3 vitórias e recuperou o título mundial.
Ao final daquele ano, abandonaria a Ferrari para juntar-se à Brabham-Alfa Romeo, dirigida por Bernie Ecclestone. A parceria lhe rendeu duas vitórias e cinco pódios em 1978, mas a frequência de quebras o deixou fora da disputa pelo título. Em 1979, marcou apenas quatro pontos. Os maus resultados fizeram Lauda voltar suas atenções para a companhia aérea que acabara de fundar e, assim, deixou a Fórmula 1.

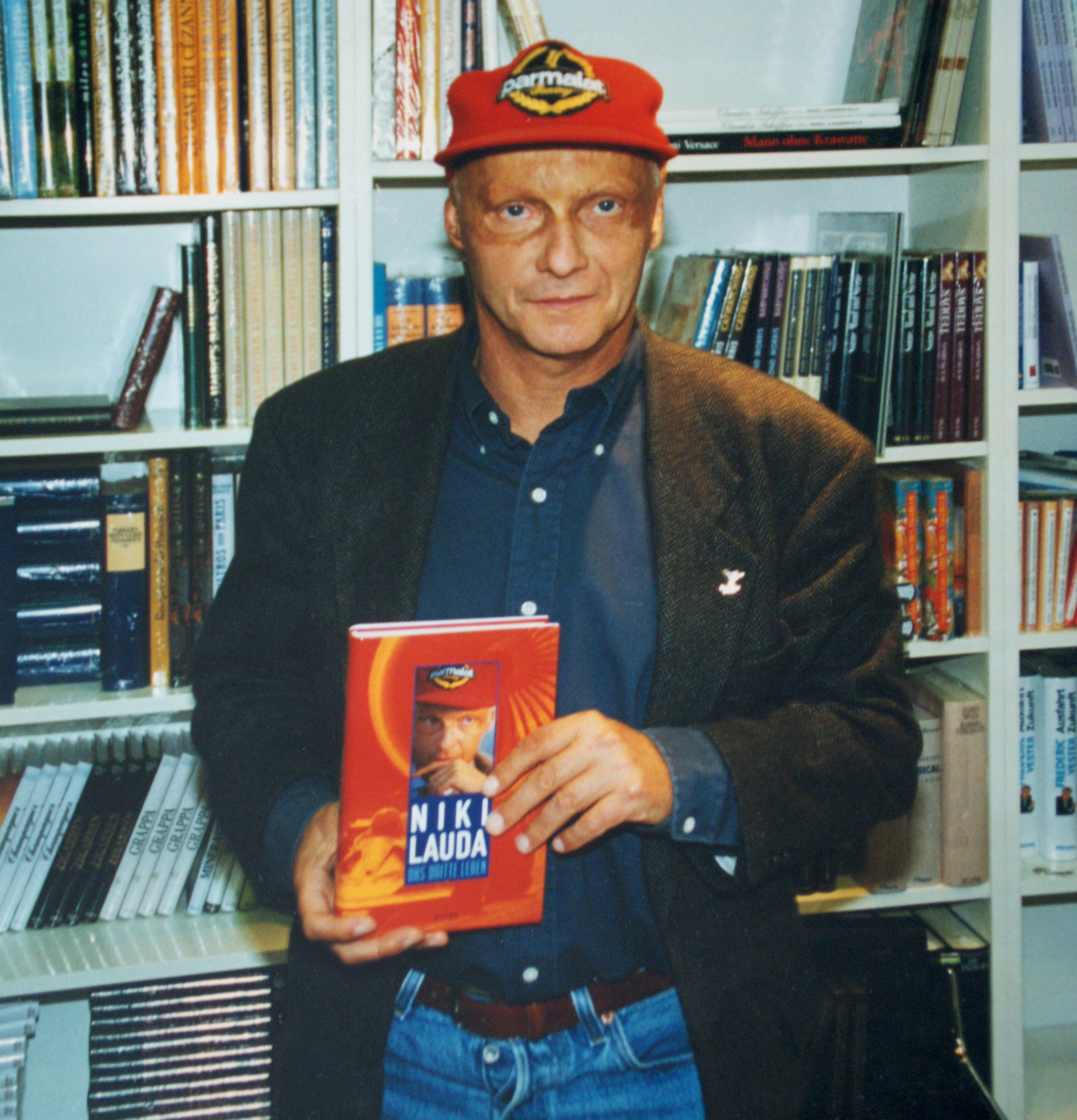
Niki Lauda ao lançar sua autobiografia, em 1996.

Durante o período em que ficou afastado, além de administrar sua empresa de aviação, Niki Lauda chegou até a ser comentarista e repórter de Fórmula 1 para um canal de televisão austríaco. Entretanto, Lauda recebeu proposta milionária da McLaren para voltar às pistas em 1982. Após duas corridas de readaptação, Lauda venceu no seu novo time, o Grande Prêmio do Oeste, em Long Beach, e o Grande Prêmio da Grã-Bretanha, em Brands Hatch; no seu retorno terminou em 5º na classificação final. Em 1983, sem condições de acompanhar as equipes com motor turbo, Lauda pouco pôde fazer no campeonato; nenhuma vitória e apenas dois pódios: 3º no Grande Prêmio do Brasil em Jacarepaguá e o 2º no Grande Prêmio do Oeste dos Estados Unidos em Long Beach. Faltando quatro provas para o término, a McLaren iniciava o desenvolvimento com o motor Porsche, financiada pela TAG; o piloto austríaco terminou o ano em 10º lugar. Para a temporada de 1984, iniciou o ano desacreditado, e seu companheiro de equipe, o francês Alain Prost, era o favorito ao título. Após 5 vitórias (contra 7 de Prost), Lauda seria campeão mundial pela terceira vez, com apenas meio ponto de vantagem (Prost marcara apenas metade dos pontos - 4,5 - da vitória do Grande Prêmio de Mônaco, (encerrado prematuramente por causa da chuva). Lauda ia para a defesa do título em 1985, mas sem motivação, obteve apenas 1 vitória e abandonou 12 das 15 provas do ano. Sua última prova na carreira foi o Grande Prêmio da Austrália (estreia no calendário), porém abandonou-a após um acidente no final da reta Brabham. Encerrou sua carreira na categoria em 10º na classificação final.

### Funções de gestão posteriores
Em 1993, Lauda retornou à Fórmula 1 em uma posição gerencial quando Luca di Montezemolo lhe ofereceu uma função de consultoria na Ferrari. Na metade da temporada de 2001, Lauda assumiu o papel de gerente de equipe da equipe Jaguar de Fórmula 1. A equipe não conseguiu melhorar e Lauda foi demitido, junto com outras 70 figuras-chave, no final de 2002.
Em setembro de 2012, foi nomeado presidente não executivo da equipe Mercedes. Ele participou das negociações que trouxeram Lewis Hamilton para a equipe alemã no final de 2012.
Em 2013, o filme Rush contou a história do campeonato mundial de 1976 e a disputa do título entre Niki Lauda e James Hunt. Seu intérprete nessa produção foi o ator alemão Daniel Brühl.

## Vida privada

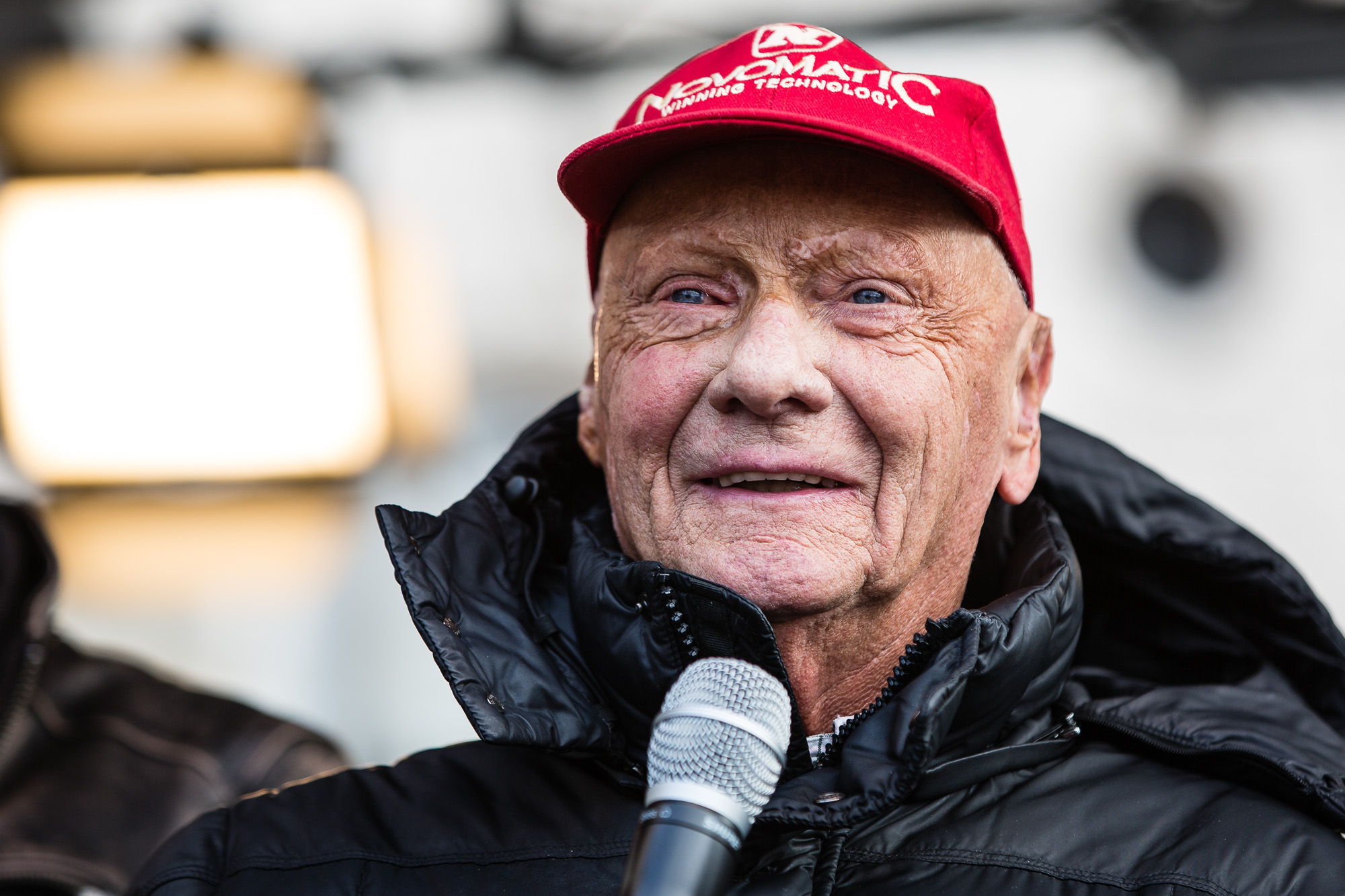
Lauda em 2016

Lauda casou-se em 1976 com Marlene Knaus e tiveram dois filhos, Mathias Lauda e Lukas Lauda. Divorciaram-se em 1991.
Em 2008, casou-se com Birgit Wetzinger, uma hospedeira de bordo da sua companhia de aviação. Em 2005, Birgit doou um rim a Lauda, quando o rim que este recebera do irmão em 1997 falhou. Em setembro de 2009, tiveram dois filhos gémeos.

## Morte
Lauda morreu em 20 de maio de 2019, devido a problemas renais. O ex-piloto havia passado por um transplante de pulmão em agosto de 2018 e, apesar de uma boa recuperação inicial, seu estado de saúde se deteriorou nos meses seguintes.

## Todos os resultados de Niki Lauda na Fórmula 1
(Legenda: Corridas em negrito indica pole position; Corridas em itálico indica volta mais rápida.)
| Ano  | Equipe                         | Chassis        | Motor                 | 1       | 2       | 3       | 4       | 5       | 6       | 7       | 8       | 9       | 10      | 11      | 12      | 13      | 14      | 15      | 16      | 17  | Pontos | Posição  |
| ---- | ------------------------------ | -------------- | --------------------- | ------- | ------- | ------- | ------- | ------- | ------- | ------- | ------- | ------- | ------- | ------- | ------- | ------- | ------- | ------- | ------- | --- | ------ | -------- |
| 1985 | Marlboro McLaren International | McLaren MP4/2B | TAG P01 V6 Turbo      | BRA Ret | POR Ret | SMR 4º  | MON Ret | CAN Ret | DET Ret | FRA Ret | GBR Ret | ALE 5º  | AUT Ret | PAB 1º  | ITA Ret | BEL DNS | ITA     | AFS Ret | AUS Ret |     | 14     | 10º      |
| 1984 | Marlboro McLaren International | McLaren MP4/2  | TAG P01 V6 Turbo      | BRA Ret | AFS 1º  | BEL Ret | SMR Ret | FRA 1º  | MON Ret | CAN 2º  | DET Ret | DAL Ret | GBR 1º  | ALE 2º  | AUT 1º  | PAB 2º  | ITA 1º  | EUR 4º  | POR 2º  |     | 72     | 1º       |
| 1983 | Marlboro McLaren International | McLaren MP4/1C | Ford DFV V8           | BRA 3º  | USW 2º  | FRA Ret |         |         |         |         |         |         |         |         |         |         |         |         |         |     | 12     | 10º      |
| 1983 | Marlboro McLaren International | McLaren MP4/1C | Ford DFY V8           |         |         | SMR Ret | MON DNQ | BEL Ret | DET Ret | CAN Ret | GBR 6º  | ALE DSQ | AUT 6º  |         |         |         |         |         |         |     | 12     | 10º      |
| 1983 | Marlboro McLaren International | McLaren MP4/1E | TAG P01 V6 Turbo      |         |         |         |         |         |         |         |         |         |         | PAB Ret | ITA Ret | EUR Ret | AFS 11º |         |         |     | 12     | 10º      |
| 1982 | Marlboro McLaren International | McLaren MP4/1  | Ford DFV V8           | AFS 4º  |         |         | SMR     |         |         |         |         |         |         |         |         |         |         |         |         |     | 30     | 5º       |
| 1982 | Marlboro McLaren International | McLaren MP4/1B | Ford DFV V8           |         | BRA Ret | USW 1º  | SMR     | BEL DSQ | MON Ret | DET Ret | CAN Ret | PAB 4º  | GBR 1º  | FRA 8º  | ALE DNS | AUT 5º  | SUI 3º  | ITA Ret | CPL Ret |     | 30     | 5º       |
| 1979 | Parmalat Racing Team           | Brabham BT48   | Alfa Romeo 1260 V12   | ARG Ret | BRA Ret | AFS 6º  | USW Ret | ESP Ret | BEL Ret | MON Ret | FRA Ret | GBR Ret | ALE Ret | AUT Ret | PAB Ret | ITA 4º  |         |         |         |     | 4      | 14º      |
| 1979 | Parmalat Racing Team           | Brabham BT49   | Ford DFV V8           |         |         |         |         |         |         |         |         |         |         |         |         |         | CAN DNS |         |         |     | 4      | 14º      |
| 1978 | Parmalat Racing Team           | Brabham BT45C  | Alfa Romeo 115-12 F12 | ARG 2º  | BRA 3º  |         |         |         |         |         |         |         |         |         |         |         |         |         |         |     | 44     | 4º       |
| 1978 | Parmalat Racing Team           | Brabham BT46   | Alfa Romeo 115-12 F12 |         |         | AFS Ret | USW Ret | MON 2º  | BEL Ret | ESP Ret |         | FRA Ret | GBR 2º  | ALE Ret | AUT Ret | PAB 3º  | ITA 1º  | EUA Ret | CAN Ret |     | 44     | 4º       |
| 1978 | Parmalat Racing Team           | Brabham BT46B  | Alfa Romeo 115-12 F12 |         |         |         |         |         |         |         | SUE 1º  |         |         |         |         |         | CAN     | USE     |         |     | 44     | 4º       |
| 1977 | Scuderia Ferrari SpA SEFAC     | Ferrari 312T2  | Ferrari 015 F12       | ARG Ret | BRA 3º  | AFS 1º  | USW 2º  | ESP DNS | MON 2º  | BEL 2º  | SUE Ret | FRA 5º  | GBR 2º  | ALE 1º  | AUT 2º  | PAB 1º  | ITA 2º  | USA 4º  | CAN     | JAP | 72     | 1º       |
| 1976 | Scuderia Ferrari SpA SEFAC     | Ferrari 312T   | Ferrari 015 F12       | BRA 1º  | AFS 1º  | USW 2º  |         |         |         |         |         |         |         |         |         |         |         |         |         |     | 68     | 2º       |
| 1976 | Scuderia Ferrari SpA SEFAC     | Ferrari 312T2  | Ferrari 015 F12       |         |         |         | ESP 2º  | BEL 1º  | MON 1º  | SUE 3º  | FRA Ret | GBR 1º  | ALE Ret |         |         | ITA 4º  | CAN 8º  | USE 3º  | JAP Ret |     | 68     | 2º       |
| 1975 | Scuderia Ferrari SpA SEFAC     | Ferrari 312B3  | Ferrari 015 F12       | ARG 6º  | BRA 5º  |         |         |         |         |         |         |         |         |         |         |         |         |         |         |     | 64.5   | 1º       |
| 1975 | Scuderia Ferrari SpA SEFAC     | Ferrari 312T   | Ferrari 015 F12       |         |         | AFS 5º  | ESP Ret | MON 1º  | BEL 1º  | SUE 1º  | PAB 2º  | FRA 1º  | GBR 8º  | ALE 3º  | AUT 6º1 | ITA 3º  | USA 1º  |         |         |     | 64.5   | 1º       |
| 1974 | Scuderia Ferrari SpA SEFAC     | Ferrari 312B3  | Ferrari 001/11 F12    | ARG 2º  | BRA Ret | AFS 16º | ESP 1º  | BEL 2º  | MON Ret | SUE Ret | PAB 1º  | FRA 2º  | GBR 5º  | ALE Ret | AUT Ret | ITA Ret | CAN Ret | EUA Ret |         |     | 38     | 4º       |
| 1973 | Marlboro BRM                   | BRM P160C      | BRM P142 V12          | ARG Ret | BRA 8º  |         |         |         |         |         |         |         |         |         |         |         |         |         |         |     | 2      | 17º      |
| 1973 | Marlboro BRM                   | BRM P160D      | BRM P142 V12          |         |         | AFS Ret |         |         |         |         |         |         |         |         |         |         |         |         |         |     | 2      | 17º      |
| 1973 | Marlboro BRM                   | BRM P160E      | BRM P142 V12          |         |         |         | ESP Ret | BEL 5º  | MON Ret | SUE 13º | FRA 9º  | GBR 12º | PAB Ret | ALE Ret | AUT DNS | ITA Ret | CAN Ret | EUA Ret |         |     | 2      | 17º      |
| 1972 | STP March Racing Team          | March 721G     | Ford DFV V8           | ARG 11º | AFS 7º  |         |         |         | FRA Ret | GBR 9º  | ALE Ret | AUT 10º | ITA 13º | CAN DSQ | EUA NC  |         |         |         |         |     | 0      | NC (23º) |
| 1972 | STP March Racing Team          | March 721X     | Ford DFV V8           |         |         | ESP Ret | MON 16º | BEL 12º |         |         |         |         |         |         |         |         |         |         |         |     | 0      | NC (23º) |
| 1971 | STP March Racing Team          | March 711      | Ford DFV V8           |         |         |         |         |         |         |         | AUT Ret |         |         |         |         |         |         |         |         |     | 0      | NC (40º) |

- ↑1  Foi atribuído metade dos pontos, porque o número de voltas não alcançou 75% de sua distância percorrida. Lauda terminou em 6º lugar e marcou 0,5 ponto.

#### Vitórias de Niki Lauda de Fórmula 1
- GP da Espanha de 1974 (Jarama)
- GP dos Países Baixos de 1974 (Zandvoort)
- GP de Mônaco de 1975 (Monte Carlo)
- GP da Bélgica de 1975 (Zolder)
- GP da Suécia de 1975 (Anderstorp)
- GP da França de 1975 (Circuit Paul Ricard)
- GP dos Estados Unidos de 1975 (Watkins Glen)
- GP do Brasil de 1976 (Interlagos)
- GP da África do Sul de 1976 (Kyalami)
- GP da Bélgica de 1976 (Zolder)
- GP de Mônaco de 1976 (Monte Carlo)
- GP da Grã-Bretanha de 1976 (Brands Hatch)
- GP da África do Sul de 1977 (Kyalami)
- GP da Alemanha de 1977 (Hockenheim)
- GP dos Países Baixos de 1977 (Zandvoort)
- GP da Suécia de 1978 (Anderstorp)
- GP da Itália de 1978 (Monza)
- GP do Oeste dos Estados Unidos de 1982 (Long Beach)
- GP da Grã-Bretanha de 1982 (Brands Hatch)
- GP da África do Sul de 1984 (Kyalami)
- GP da França de 1984 (Dijon-Prenois)
- GP da Grã-Bretanha de 1984 (Brands Hatch)
- GP da Áustria de 1984 (Spielberg)
- GP da Itália de 1984 (Monza)
- GP dos Países Baixos de 1985 (Zandvoort)

## Vitórias por equipe
- Ferrari: 15
- McLaren: 8
- Brabham: 2